# Incontri internazionali di rugby a 15 di fine anno 1999
Nel rugby a 15 è tradizione che a fine anno (ottobre-dicembre) si disputino una serie di incontri internazionali che gli europei chiamano "Autumn International"  e gli appassionati dell'emisfero sud "Springtime tour". In particolare le nazionali dell'emisfero Sud si recano in tour in Europa.
Nel 1999 però tale tradizione non è stata rispettata in quanto nello stesso periodo si è disputata la Coppa del Mondo e dunque si sono effettuati solo match secondari.

## Risultati
| 15 settembre 1999 | Canada XV | 54 – 18 | Columbia Britannica |  |

| Belfast 18 settembre 1999 | Irlanda XV | 25 – 16 | Ulster Rugby |  |

| Oslo 18 settembre 1999 | Norvegia | 0 – 39 | Danimarca |  |

| Llandovery 5 novembre 1999 | Galles (Distretti) | 17 – 16 | Danimarca |  |

| Edimburgo 1º dicembre 1999 | Scozia A | 99 – 0 | Paesi Bassi | Murrayfield |

## Tour della Croazia in Inghilterra
| Cambridge 2 novembre 1999 | Università di Cambridge | 26 – 18 | Croazia |  |

| Mosley 4 novembre 1999 | British Police | 23 – 16 | Croazia |  |